# ترطيب المهبل
ترطيب المهبل أو تزييت المهبل (بالانجليزية: vaginal lubrication) هو سائل طبيعى يتم افرازه لترطيب المهبل. و يتميز المهبل بكونه رطب على الدوام ولكن تزداد نسبة الترطيب قرب التبويض وبزيادة الشهوة الجنسية مباشرة مع المعاشرة الجنسية.و جفاف المهبل هو الحالة التي يكون فيها الترطيب غير كافى، ويتم استخدام بعض المرطبات الصناعية للحد منها.و بدون الترطيب الكافى تصبح عملية المعاشرة الجنسية مؤلمة بالنسبة للمرأة.الطبقة المبطنة للمهبل لا تحوى أي غدد ، و لذا فانها تعتمد على وسائل أخرى في عملية الترطيب.و يعد تسرب البلازما من جدار المهبل والناتج عن احتقان الشعيرات الدموية هو مصدر الترطيب الرئيسى، وأيضا غدة بارتولين و التي تتواجد للأسفل قليلا وعلى يمين ويسار فتحة المهبل ، و التي تقوم بإفراز المخاط لزيادة افرازات جدار المهبل . و باقتراب عملية التبويض ، يعمل مخاط عنق الرحم على اضفاء المزيد من الترطيب.

## المكونات
يحتوى سائل الترطيب على ماء، بيريدين، سكالين، يوريا، حمض الأسيتيك،حمض اللاكتيك ،مركب الكحول والجليكول،كيتونات، الديهيدات. و بناء على الحالة الجنسية يختلف السائل المرطب في الملمس والطعم و الرائحة سواء في حالة العدوى، أو مرحلة ما قبل التبويض، أو مرحلة الطمث، أو تعاطى عقار معين، أو بناء على عوامل جينية، أو بسبب الحمية الغذائية.
في الطبيعى يتميز السائل المرطب بكونه حمضى ويزداد حامضية في بعض الأمراض التي تنتقل جنسيا. و يتراوح معامل ال PH للسائل ما بين 3.8 و 4.5 . بينما يتراوح السائل المنوى للرجل ما بين 7.2 و 8.0. (معامل ال PH للمادة المتعادلة =7 )